# Hrabstwo Boyle
Boyle – hrabstwo w stanie Kentucky w USA. Siedzibą hrabstwa jest Danville.
Hrabstwo Boyle zostało ustanowione w 1842 roku.

## Miasta
- Danville
- Junction City
- Perryville